# لی ته مین
لی ته مین (به کره‌ای: 이태민) زادهٔ ۱۸ ژوئیه ۱۹۹۳ که با نام هنری ته‌مین (به کره‌ای: 태민) شناخته می‌شود، خواننده، بازیگر  و مدل و دنسر  اهل کره جنوبی است. از القاب او آیدل آیدل ها است زیرا آیدل های تازه کار زیادی او را به عنوان الگوی خود انتخاب کرده اند.
او یکی از موفق ترین خوانندگان کره جنوبی است و همچنین به عنوان بهترین رقصنده در کیپاپ شناخته میشود
او و دیگر اعضای گروه پسرانه شاینی اونیو، کی، مینهو جونگ‌هیون در می ۲۰۰۸، تحت نظر اس. ام. اینترتینمنت آغاز به کار کردند.
او کار خود را تحت عنوان دنسر اصلی و وکالیست شروع کرد
- به طرفداران این آیدل، ته‌میت (Taemate) می‌گویند.

هم چنین تمین در سال ۲۰۰۹ با ایفای نقش جونسو در کمدی ته هی، هه گیو، جی هیون که از شبکهٔ ام بی سی پخش شد، پا به عرصهٔ بازیگری گذاشت.
تمین فعالیت خود به عنوان سولویست (Soloist) را با انتشار مینی آلبوم Ace در سال ۲۰۱۴ شروع کرد. مینی آلبوم او به رتبهٔ اول در چارت آلبوم گائون دست یافت. علاوه بر آن، ترک اصلی یعنی Ace جایگاه پنجم را در چارت دیجیتال هفتگی گائون به نام خود ثبت کرد.
اولین آلبوم استودیویی تمین به نام (Press It (۲۰۱۶ هم، رتبهٔ نخست چارت آلبوم گائون را به خود اختصاص داد. ترک اصلی به نام Press Your Number ابتدا توسط برونو مارس نوشته شده بود ولی مارس هیچ‌گاه آن را منتشر نکرد؛ کمپانی اس ام آن را برای تمین خریداری کرد. تمین برای این آهنگ لیریکس جدید نوشت و خوش درخشید.
در ژوئیه ۲۰۱۶ دومین مینی آلبوم او به نام Sayonara Hitori ریلیز شد. بدین ترتیب او در ژاپن هم به عنوان سولویست دبیو کرد.

## زندگی‌نامه
تمین مسیحی کاتولیک است. هنگامی که کوچک بود، در کلیسا او را غسل تعمید دادند و فرانچسکو (Francesco) را به عنوان نام مذهبی اش برگزیدند. در سال ۲۰۰۷ در پکن، چینی می‌خواند. در مارس ۲۰۱۱، از دبیرستان قبلیش (دبیرستان چانگ دام) به دبیرستان هنرهای چندگانه هانلیم به منظور آماده‌سازی برنامه‌هایش برای ترقی ژاپنی گروه شاینی، منتقل شد. او در ماه فوریه ۲۰۱۲ فارغ‌التحصیل شد، اما با توجه به فعالیت‌های شاینی نتوانست در مراسم حضور داشته باشد.

## فرصت‌های شغلی
در سال ۲۰۰۵، ته‌مین درعضوگیری بازآخر هفته هنرمندان S.M کشف شد. در سال ۲۰۰۸، به عنوان یکی از اعضای گروه پسر شاینی که متشکل از ۵ عضو پسر است، انتخاب شد. گروه در ماه می سال ۲۰۰۸، کار خود را در "SBS's Inkigayo" آغاز کرد.

## کارهای انفرادی
در ۱۹ ماه سپتامبر، ۲۰۱۲، تمین اولین موسیقی متن خود،"U"، را برای درام به تو که زیبایی، منتشر شد.

## آلبومها
- ۲۰۱۴ مینی آلبوم آس
- ۲۰۱۴ مینی آلبوم سایونارا هیتوری (goodbye) (خداحافظ تنها)
- ۲۰۱۵ فول آلبوم شعله عشق (flame of love)
- ۲۰۱۶ فول آلبوم Press it
- ۲۰۱۷ فول آلبوم move (حرکت)
- ۲۰۱۹ مینی آلبوم Want
- ۲۰۲۰ وی در تاریخ سوم سپتامبر ۲۰۲۰ آلبوم خود را به نام never Gonna Dance Again ریلیز کرد با تایتل ترک Criminal (جنایتکار)
- ۲۰۲۱ لی تمین در تاریخ ۱۸ می ۲۰۲۱ سومین مینی آلبوم خود را منتشر کرد و در پی آن به سربازی اعزام خواهد شد.

## جوایز
|۲۰۱۳ || MBC Entertainment Awards || ستاره سال|| مجموعه تلویزیونی ما ازدواج کردیم ||
آهنگ خطر از آلبوم تک خال (Ace) که در ۱۵ اوت ۲۰۱۴ منتشر شد توانست در ظرف ۷ روز بیش از ۲ و نیم میلیون بازدید کنننده در سایت یوتیوب داشته باشد.
سال ۲۰۱۶ جایزه بهترین آهنگ و رقص سولوی press your number
سال ۲۰۱۷ جایزه بهترین رقص سولو